# Шентруперт (Брасловче)
Шентруперт (словен. Šentrupert) — поселення в общині Брасловче, Савинський регіон, Словенія. 
Висота над рівнем моря: 279,4 м.